# Пясецкий, Николай Васильевич
Никола́й Васи́льевич Пясе́цкий (1836—1916) — русский экономист, тайный советник, член Совета Государственного контроля.

## Биография
Родился в 1836 году, сын коллежского советника. Учился в Московском кадетском корпусе и Николаевской академии генерального штаба; в службе с 13 августа 1853 года.
Служил в Государственном контроле, где занимал должность члена Совета.
Принимал участие в разработке вопросов об изменении классификации государственной росписи, преобразовании государственного банка, питейной реформе и др.
В 1883 году был командирован в Италию для ознакомления с устройством в ней ревизионных учреждений. По возвращении напечатал книгу (ныне библиографическая редкость): «Счетная палата и система государственной отчетности Итальянского королевства» (СПб.: тип. В. Киршбаума, 1884. - [4], IV, 114, 189 с.). Обработал для журнала «Счетоводство» сочинение Дж. Чербони: «Основные начала логисмографии». Долгое время состоял товарищем председателя комитета и членом попечительного совета Высших женских курсов.
В фонде Вячеслава Иванова сохранилось несколько писем Пясецкого к Замятниной.
С 9 сентября 1881 года — действительный статский советник, с 21 апреля 1891 года — тайный советник. Был награждён орденами: Св. Владимира 3-й ст. (1878), Св. Станислава 1-й ст. (1884), Св. Анны 1-й ст. (1887).